# Eurypogon ocularis
Eurypogon ocularis är en skalbaggsart som beskrevs av Sakai 1982. Eurypogon ocularis ingår i släktet Eurypogon och familjen Artematopodidae. Inga underarter finns listade i Catalogue of Life.